# جلديان
جلديان هي قرية في مقاطعة بيرانشهر، إيران. عدد سكان هذه القرية هو 1,446 في سنة 2006.